# Jean-Marie Séguin
Jean-Marie Séguin, né le 27 janvier 1929 à Hull et mort le 21 août 2011 à Gatineau, est un éducateur, courtier d'assurances et homme politique québécois. Il est maire de Hull de 1972 à 1974. 

## Biographie
Jean-Marie Séguin est originaire de Hull. Il est membre du conseil municipal de l'ancienne ville de Hull, soit de 1964 à 1975. Il est à la tête de la Communauté régionale de l'Outaouais de 1972 à 1974 et dirige la Société d'aménagement de l'Outaouais entre 1987 à 1992. Il mène aussi la campagne du « Non » en Outaouais lors du premier référendum québécois sur la souveraineté en 1980.
Il succombe à un cancer en août 2011 à l'âge de 82 ans,. 

## Distinctions
- Médaille de l'Assemblée nationale, 2009[4]